# Klizmafilia
Klizmafilia (ang. klismaphilia) – parafilia, w której satysfakcja seksualna jest osiągana poprzez wlewy doodbytnicze (lewatywa). Niektórzy producenci przemysłu pornograficznego posiadają w ofercie zestawy do lewatywy służące do zaspokojenia potrzeb klismafilicznych. Klismafilię określa się czasami jako rodzaj masturbacji analnej. Angielski termin został ukuty w 1973 przez Joanne Denko.  